# Трефиловское сельское поселение
Трефи́ловское се́льское поселе́ние — муниципальное образование в Ракитянском районе Белгородской области.
Административный центр — село Трефиловка.

## История
Трефиловское сельское поселение образовано 20 декабря 2004 года в соответствии с Законом Белгородской области № 159.

## Население
| 2010  | 2011  | 2012  | 2013  | 2014  | 2015  | 2016  | 2017  | 2018  |
| ----- | ----- | ----- | ----- | ----- | ----- | ----- | ----- | ----- |
| 1047  | ↗1049 | ↗1062 | ↘1060 | ↗1084 | ↗1092 | ↗1113 | ↗1135 | ↘1122 |
| 2019  | 2020  | 2021  |       |       |       |       |       |       |
| ↘1089 | ↗1098 | ↘853  |       |       |       |       |       |       |

## Состав сельского поселения
| № | Населённый пункт | Тип населённого пункта       | Население |
| - | ---------------- | ---------------------------- | --------- |
| 1 | Лаптевка         | село                         | ↗566      |
| 2 | Трефиловка       | село, административный центр | ↘481      |